# Neoscortechinia
Neoscortechinia es un género perteneciente a la familia de las euforbiáceas con nueve especies de árboles nativos de Malasia.

## Taxonomía
El género fue descrito por Hook.f. ex Pax y publicado en Die Natürlichen Pflanzenfamilien Nachter. 1: 213. 1897. La especie tipo es: Neoscortechinia philippinensis (Merr.) Welzen

## Especies aceptadas
A continuación se brinda un listado de las especies del género Neoscortechinia aceptadas hasta octubre de 2012, ordenadas alfabéticamente. Para cada una se indica el nombre binomial seguido del autor, abreviado según las convenciones y usos.
- Neoscortechinia angustifolia  (Airy Shaw) Welzen
- Neoscortechinia arborea Pax & K.Hoffm.
- Neoscortechinia coriacea Merr.
- Neoscortechinia forbesii (Hook.f.) S.Moore
- Neoscortechinia kingii Pax & K.Hoffm.
- Neoscortechinia nicobarica Pax & K.Hoffm.
- Neoscortechinia parvifolia Merr.
- Neoscortechinia philippinensis (Merr.) Welzen
- Neoscortechinia sumatrensis S.Moore